# Kiwere
Kiwere ist ein Verwaltungsbezirk (englisch Ward) des Distrikts Iringa in der tansanischen Region Iringa.

## Geografie
Kiwere liegt im südlichen Hochland von Tansania etwa 20 Kilometer Luftlinie nordwestlich der Regionshauptstadt Iringa. Der Bezirk grenzt im Norden an Ilolo Mpya und Nyang'oro, im Osten an Kising’a, im Süden an Nduli, Mkimbizi, Mkwawa und Isakalilo und im Westen an Ulanda, Nzihi und Mlowa. Bei der Volkszählung 2022 lebten 11.296 Menschen in 3102 Haushalten auf einer Fläche von 314 Quadratkilometern.

## Gliederung
Der Bezirk besteht aus fünf Gemeinden (swahili Mtaa) mit 21 Orten (Kitongoji):
| Kiwere - Makondo - Mwaya A - Mwaya B - Chapakazi | Mgera - Luganga - Mapinduzi - Kidete - Mlangali | Itagutwa - Itagutwa - Mapululu - Mlenge - Kipengele | Kitapilimwa - Lugalo - Kinyamaduma - Ikingo | Mfyome - Mgega - Matembo - Msosa - Malamba A - Malamba B - Mhefu |

## Infrastruktur
- Bildung: Im Bezirk gibt es drei weiterführende Schulen.[8] Die Kiwere Secondary School ist eine staatliche Schule, die Tages- und Internatsschüler bis zur 4. Stufe ausbildet.[9] Die Bread Of Life Secondary School ist eine private Internatsschule bis zur Stufe 4,[10] die Dokaman Secondary School eine private Tagesschule bis zur 4. Stufe.[11]
- Gesundheit: In der Gemeinde Kiwere liegt ein öffentliches Gesundheitszentrum.[12] Öffentliche Apotheken gibt es in den Gemeinden Mgera,[13] Itagutwa[14] und Mfyome.[15]

## Sonstiges
Kiwere ist ein Partnerort des Vereins „Brücke der Freundschaft“.